# Joan Manent Victory
Joan Manent Victory (Es Castell, Menorca, 1879 - Alaior, 1936) va ser un polític republicà menorquí.

## Biografia
Dirigent republicà a Menorca, va ser fundador de la llibreria Can Manent el 1908 i cofundador i director del diari La Veu de Menorca juntament amb el pedagog Joan Mir i Mir (1871-1930). El 1911 organitzar les joventuts d'Unió Republicana de Menorca que acabarien integrant-se en el Partit Republicà Radical.
Després de la proclamació de la Segona República Espanyola va ser nomenat delegat del Govern a Menorca i poc després governador civil de les Balears, càrrec que va conservar fins a febrer de 1933. Va dimitir quan el Partit Republicà Radical va sortir del Govern. Fou el principal dirigent republicà de Menorca juntament amb Josep Teodor Canet Menéndez. A diferència del que s'ha dit molt sovint, no fou assassinat a Alaior en esclatar la guerra civil espanyola.Joan Manent va morir el 9 de juny de 1936, més d'un mes abans d'esclatar la guerra.
1. ↑  L'adéu de la centenària llibreria Can Manent de Maó arabalears.cat, 11 de gener de 2014
2. ↑  «Joan Manent Victory». Gran Enciclopèdia Catalana.  Barcelona:  Grup Enciclopèdia Catalana.
3. ↑  Serralonga i Urquidi, Joan «El aparato provincial durante la Segunda República. Los gobernadores civiles, 1931-1939». Hispania Nova. Revista de Historia Contemporánea, 7, 2007. ISSN: 1138-7319.
4. ↑  Biografia a fideus.com
5. ↑  “EL PREU DE L'AMBIGUITAT”: JOSEP TEODOR CANET (1877-1936)
6. ↑  «La Voz de Menorca», 10-06-1936. [Consulta: 11 gener 2024].